# Lugossy István
Lugossy István (Budapest, 1943. augusztus 21. –) fotóművész, filmrendező, operatőr.

## Életpályája
Középiskolai tanulmányait Budapesten, Esztergomban és Szentendrén végezte el. 1960-ban letartóztatták és koncepciós perben 3 év börtönbüntetésre ítélték. 1963-tól betegápolóként, anyagbeszerzőként, fotólaboránsként dolgozott. 1970–1974 között a Színház- és Filmművészeti Főiskola film- és televízió operatőr szakos hallgatója volt. 1975–1994 között a Magyar Híradó és Dokumentumfilm Stúdióban filmhíradókat készített. 1990-től fotókiállításokon vett részt Lausanne-ben.

## Családja
Szülei: Dr. Lugossy Gyula (1913–2006) szemész és Stubenvoll Anna voltak. Testvére, Lugossy Gyula (1939) író, Lugossy Ferenc (1946)  és Lugossy Mária (1950–2012) szobrászművész.

## Filmjei

### Operatőrként
- Lenyomat (1973)
- Amerikai anzix (1975)
- Milyen szocializmus? (1975)
- Rongyos hercegnő (1975)
- Októberi vasárnap (1979)
- A Pronuma bolyok története (1983)
- Mindent a hazáért (1992)

### Rendezőként
- Genesis (1993) (operatőr is)
- Széna tér '56 (1993) (operatőr is)
- Az áldozat (1994) (operatőr is)
- Angyal István - Tűzoltó utca 1956 (1996) (operatőr is)
- Tóth Menyhért (1996) (operatőr is)
- Jutadomb 1956 (1997) (operatőr is)
- Vajda Lajos élete (1998)
- Fejtő Ferenc (1999) (operatőr is)
- Csődeljárás (1999) (operatőr is)
- A soponyai Zichy-kastély (2000) (operatőr is)
- Csepel 1956 (2000) (operatőr is)
- A fertőrákosi püspöki kastély (2000) (zeneszerző is)
- A bajnai Sándor - Metternich-kastély (2000) (operatőr is)
- Tálentum (2001) (operatőr is)
- Az önfelszámolás (2001) (operatőr is)
- Óbuda 1956 (2001) (operatőr is)
- Műemlékvédelem (2002-2004) (operatőr is)
- Szabad a gazda (2005) (operatőr is)
- A létezés formái - Lugossy Mária (2005)

### Színészként
- Lenz (1987)
- Zsötem (1992)

## Kiállításai

### Egyéni
- 1990 Lausanne

### Csoportos
- 1967, 1987 Debrecen

## Díjai, elismerései
- A filmszemle díja (1994)
- Nagy Imre-emlékplakett (1995)
- Balázs Béla-díj (1999)